# Zimttinamu
Der Zimttinamu (Tinamus solitarius), früher als Grausteißtinamu, Einsiedlertao oder Macuco-Steißhuhn bezeichnet, ist eine Vogelart aus der Familie der Steißhühner (Tinamidae). Die Art ist monotypisch. Lange Zeit wurde Tinamus solitarius pernambucensis Berla, 1946 als Unterart betrachtet. 2004 zeigten Fábio Raposo do Amaral und Luís Fábio Silveira auf, dass es sich hier nur um ein Synonym zur Nominatform handelt.

## Beschreibung
Die adulten Vögel erreichen eine Größe von 42,5 bis 48 cm. Das Gewicht beträgt bis zu 1500 g bei den Männchen und bis zu 1900 g bei den Weibchen. Der Schopf ist schwarz. Die schwarze Oberseite ist eng gebändert. Die Brust ist grau. Der Bauch ist hell. Rücken und Flügel sind gelbbraun mit dunkler Bänderung. Bei den Jungvögeln hat die Oberseite unterschiedlich dichte, weiße Tupfen, vor allem an den Flügeln. Die Küken sind zimtfarben. Bei der Unterart Tinamus solitarius pernambucensis tendiert die Färbung hin zu einem leuchtenden Gelb. Die Bänderung ist am Nacken mehr betont. Seine Stimme besteht aus gesetzten einsilbigen Tönen, die mitunter an Telefontöne erinnern.

## Lebensraum und Lebensweise
Der Zimttinamu bevorzugt feuchte, warme tropische und subtropische Wälder. Er ist aber auch in Regionen mit kalten Jahreszeiten auf Sandbänken anzutreffen. Jungfräuliche Wälder mit Unterholz sowie mit zersplitteten und uneinheitlichen Weideplätzen vermeidet er. Jeder Vogel beansprucht ein Revier von 30 ha Primärwald. Er kommt in Höhen von 0 bis 1200 Meter über dem Meeresspiegel vor. Seine Nahrung, die er bevorzugt in der Abendzeit aufnimmt, besteht aus Samen von Rautengewächsen, Wolfsmilchgewächsen, Flaschenbaumgewächsen, Beeren und anderen kleinen Früchten sowie Käfern und andere Wirbellosen. Gelegentlich erbeutet er auch Frösche. Zimttinamus werden in menschlicher Obhut gehalten, wo sie ein Alter von zwölf bis fünfzehn Jahren erreichen.

## Jungenaufzucht

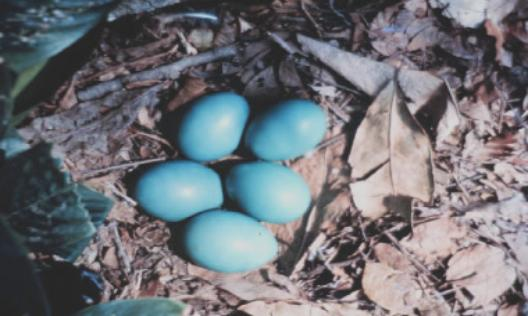
Gelege des Zimttinamus

Die Zimttinamus haben eine polygame Lebensweise. Die Auswahl und der Bau des Nestes sind Aufgabe des Männchens. Das Nest befindet sich in einer Mulde auf dem Boden und wird mit Blättern ausgepolstert. In einem Intervall von zunächst einem Tag und später von drei bis vier Tagen werden sechs bis vierzehn grünlichblaue bis türkisfarbene Eier gelegt. Das Männchen brütet die Eier 19 Tage lang aus. Die Flugfedern der Küken beginnen am zweiten Tag zu wachsen. Das Jugendfederkleid kommt nach 25 bis 28 Tagen und nach drei Monaten sind die Vögel ausgewachsen.

## Etymologie und Forschungsgeschichte
Die Erstbeschreibung des Zimttinamu erfolgte 1819 durch Louis Pierre Vieillot unter dem wissenschaftlichen Namen Cryptura solitaria. Als Verbreitungsgebiet nannte er Paraguay. Bereits 1783 führte Johann Hermann die Gattung Tinamus ein. Der Begriff bedeutet in der Sprache der Galibi Tinamu. Der Artname »solitarius« leitet sich aus dem gleichnamigen lateinischen Wort ab und bedeutet einzeln, alleine. »Pernambucensis« bezieht sich auf Pernambuco. Arnaldo de Winkelried Bertoni hatte die Art im Departamento Alto Paraná nachgewiesen. William Foster (1873–1915) hatte 1904 Nester am Río Confuso und bei Sapucai gefunden.

## Gefährdung
Der Zimttinamu ist durch Überjagung und Lebensraumverlust recht selten geworden. Von der Unterart aus Pernambuco gab es 1971 nur noch 100 Exemplare. Er ist nur noch in einzelnen Schutzgebieten häufig anzutreffen. Großteile seines Lebensraumes schrumpfen immer mehr zusammen, was auf die Ausdehnung der Städte, Straßen, der Landwirtschaft, der Bevölkerung und auf die Industrialisierung zurückzuführen ist.